# Discografia dei Mr. Mister
La seguente è una discografia comprensiva del gruppo musicale statunitense Mr. Mister.

## Album in studio
| Anno                                                                                               | Titolo | Classifiche | Classifiche | Classifiche | Classifiche | Classifiche | Classifiche | Classifiche | Classifiche | Classifiche | Certificazioni                                       |
| Anno                                                                                               | Titolo | US          | AUT         | CAN         | GER         | NLD         | NOR         | SWE         | SWI         | UK          | Certificazioni                                       |
| -------------------------------------------------------------------------------------------------- | --- | ----------- | ----------- | ----------- | ----------- | ----------- | ----------- | ----------- | ----------- | ----------- | ---------------------------------------------------- |
| 1984                                                                                               | I Wear the Face - Pubblicazione: 27 marzo 1984 - Etichetta: RCA Records - Formati: LP, CD, MC               | 170         | —           | —           | —           | —           | —           | —           | —           | —           |                                                      |
| 1985                                                                                               | Welcome to the Real World - Pubblicazione: 27 novembre 1985 - Etichetta: RCA Records - Formati: LP, CD, MC  | 1           | 12          | 2           | 8           | 7           | 2           | 13          | 10          | 6           | - CAN: 3× Platino - SWE: Oro - UK: Oro - US: Platino |
| 1987                                                                                               | Go On... - Pubblicazione: 8 settembre 1987 - Etichetta: RCA Records - Formati: LP, CD, MC                   | 55          | —           | 36          | 52          | 39          | 13          | 9           | 15          | —           | - CAN: Oro                                           |
| 2010                                                                                               | Pull - Pubblicazione: 23 novembre 2010 - Etichetta: Little Dume Recordings - Formati: CD, download digitale | —           | —           | —           | —           | —           | —           | —           | —           | —           |                                                      |
| "—" indica una pubblicazione che non si è classificata o che non è stata pubblicata in quel Paese. | |             |             |             |             |             |             |             |             |             |                                                      |

## Raccolte
| Anno | Titolo |
| ---- | --- |
| 1999 | Broken Wings: The Encore Collection - Pubblicazione: 30 marzo 1999 - Etichetta: Bertelsmann Music Group - Formati: CD, MC |
| 1999 | Best Selection - Pubblicazione: 28 settembre 1999 - Etichetta: MVP Records - Formati: CD                                  |
| 1999 | Broken Wings: Best of Mister Mister - Pubblicazione: 28 dicembre 1999 - Etichetta: RCA Records - Formati: CD              |
| 2001 | The Best of Mr. Mister - Pubblicazione: 17 aprile 2001 - Etichetta: Buddah Records - Formati: CD                          |
| 2002 | Masters - Pubblicazione: 1º maggio 2002 - Etichetta: Eagle Records - Formati: CD                                          |
| 2010 | Broken Wings - Pubblicazione: 27 aprile 2010 - Etichetta: Collectables - Formati: CD                                      |
| 2011 | Playlist: The Best of Mr. Mister - Pubblicazione: 25 gennaio 2011 - Etichetta: RCA Records - Formati: CD                  |

## Singoli
| Anno                                                                                               | Singolo                               | Classifiche | Classifiche   | Classifiche    | Classifiche | Classifiche | Classifiche | Classifiche | Classifiche | Classifiche | Classifiche | Classifiche | Certificazioni | Album di provenienza      |
| Anno                                                                                               | Singolo                               | US          | US Main. Rock | US Adult Cont. | AUT         | CAN         | GER         | NLD         | NOR         | SWE         | SWI         | UK          | Certificazioni | Album di provenienza      |
| -------------------------------------------------------------------------------------------------- | ------------------------------------- | ----------- | ------------- | -------------- | ----------- | ----------- | ----------- | ----------- | ----------- | ----------- | ----------- | ----------- | -------------- | ------------------------- |
| 1984                                                                                               | Talk the Talk                         | —           | —             | —              | —           | —           | —           | —           | —           | —           | —           | —           |                | I Wear the Face           |
| 1984                                                                                               | Hunters of the Night                  | 57          | 36            | —              | —           | —           | —           | —           | —           | —           | —           | —           |                | I Wear the Face           |
| 1985                                                                                               | Broken Wings                          | 1           | 4             | 3              | 17          | 1           | 8           | 2           | 4           | 14          | 4           | 4           | - CAN: Oro     | Welcome to the Real World |
| 1985                                                                                               | Kyrie                                 | 1           | 1             | 11             | 5           | 1           | 7           | 7           | 1           | 6           | 3           | 11          | - CAN: Oro     | Welcome to the Real World |
| 1986                                                                                               | Is It Love                            | 8           | 17            | —              | —           | 20          | 42          | 32          | —           | —           | —           | 87          |                | Welcome to the Real World |
| 1986                                                                                               | Black/White                           | —           | —             | —              | —           | 93          | —           | —           | —           | —           | —           | —           |                | Welcome to the Real World |
| 1987                                                                                               | Something Real (Inside Me/Inside You) | 29          | 27            | —              | —           | 38          | —           | —           | —           | —           | —           | —           |                | Go On...                  |
| 1987                                                                                               | Healing Waters                        | —           | —             | —              | —           | —           | —           | —           | —           | —           | —           | —           |                | Go On...                  |
| 1988                                                                                               | The Border                            | —           | —             | —              | —           | —           | —           | —           | —           | —           | —           | —           |                | Go On...                  |
| 1988                                                                                               | Stand and Deliver                     | —           | —             | —              | —           | —           | —           | —           | —           | —           | —           | —           |                | Go On...                  |
| "—" indica una pubblicazione che non si è classificata o che non è stata pubblicata in quel Paese. |                                       |             |               |                |             |             |             |             |             |             |             |             |                |                           |

## Videografia
| Anno | Titolo                                | Regista             |
| ---- | ------------------------------------- | ------------------- |
| 1984 | Hunters of the Night                  | —                   |
| 1985 | Broken Wings                          | Oley Sassone        |
| 1985 | Kyrie                                 | Nick Morris         |
| 1986 | Is It Love                            | Oley Sassone        |
| 1987 | Something Real (Inside Me/Inside You) | Zbigniew Rybczyński |
| 1987 | Healing Waters                        | Meiert Avis         |
| 1987 | The Border                            | Meiert Avis         |
| 1988 | Stand and Deliver                     | Tony Greco          |